# Парусная доска
Па́русная доска́ (англ. Sailboard) — официальное название спортивного снаряда для участия в соревнованиях по виндсёрфингу. Часто употребляемое бытовое название — виндсёрф, виндсёрфер, другое название — аква́та.
Представляет собой плавучую доску с треугольным парусом на мачте, руль отсутствует, управление доской осуществляется за счёт наклона и поворота мачты относительно крепления её к корпусу.
Соревнования по виндсёрфингу, как и по любому виду парусного спорта, называются регатой.

## Парусная доска на Олимпийских играх
В программу Олимпийских игр парусная доска была введена в 1984 году.
Парусные доски используемые на Олимпийских играх выбираются из требований к монотипу. При этом от Олимпиады к Олимпиаде производитель парусной доски менялся:
- 1984 — «Виндгляйдер»[англ.]
- 1988 — «Виндгляйдер»
- 1992 — «Лехнер А-390»[англ.]
- 1996 — «Мистраль»[англ.]
- 2000 — «Мистраль»
- 2004 — «Мистраль»
- 2008 — RS:X (парусная доска)[англ.]
- 2012 — RS:X (парусная доска)[англ.]
- 2016 — RS:X (парусная доска)[англ.]
- 2020 — RS:X (парусная доска)[англ.]
- 2024 —  IQFoil

В олимпийских гонках используются монотипы — все спортсмены гоняются на одинаковых комплектах одного производителя. В связи с особенностью Олимпийских игр, необходимо было создать оборудование, обеспечивающее широкий диапазон использования. В 2008 году Олимпийским комитетом был принят монотип Neil Pryde RS:X. Оборудование включает швертовую доску и парус определенного размера (9,5 м² для мужчин и 8,5 м² для женщин). Доска имеет ширину 93 см и длину 286 см, и в отличие от досок класса Формула, она довольно тяжёлая ‒ около 15,5 кг. За основу олимпийского паруса был взят формульный парус компании Neil Pryde RS IV. Гонки проходят как при водоизмещающем режиме, так и в режиме глиссирования (примерно с 5-7 м/с). Дистанцию устанавливают в формате курс-рейс ‒ до первого знака доски идут в лавировку против ветра.
Парусные доски и паруса для любительского спорта, а также учебные (детские) могут иметь произвольные размеры.

### «Виндгляйдер» в СССР
В 1985 году на чемпионате мира в Таллине чемпионами стали Евгений Богатырёв (лёгкая категория) и Фёдор Рытов (тяжёлая категория). Юлия Казакова завоевала серебряную медаль.

## Устройство парусной доски
Корпус парусной доски (поплавок) делается из лёгких материалов (например, пенопласт с внутренними рёбрами жёсткости), покрывается стеклотканью с эпоксидной смолой, стеклопластиком, полиэтиленом и др.
Несколько ближе к носу от середины поплавка имеется гнездо для установки мачты. За мачтой находится швертовый колодец, в который устанавливается шверт (позволяет ходить против ветра). В корме имеется стабилизатор («плавник»). Нос поплавка несколько приподнят, палуба у мачты имеет нескользящее покрытие. Некоторые модели парусных досок шверта не имеют.
Мачта своим основанием устанавливается в гнездо поплавка. Шарнир мачты имеет три степени свободы, позволяя наклонять мачту вперёд/назад, на правый борт/на левый борт, поворачивать её. К мачте прикреплён съёмный при транспортировке гик, состоящий из правой и левой дугообразных частей (трубок), на заднем конце части гика соединяются, там же находится шкивной механизм для набивки (натягивания) паруса.
Треугольный парус шьётся из прочной и лёгкой ткани, как правило, синтетической. Для наблюдения за навигационной обстановкой в полотнище паруса имеется окно, закрытое прозрачной синтетической плёнкой. Современные паруса полностью шьются из прозрачной синтетической плёнки.
Парус по передней шкаторине имеет мачтовый карман, которым он надевается на вершину мачты (фаловый или верхний угол паруса находится на вершине мачты). Нижний передний (или галсовый) и нижний задний (или шкотовый) углы паруса имеют люверсы, посредством люверсов и шкотов парус натягивается галсовым (нижним передним) углом к основанию мачты, а шкотовым (нижним задним) углом к сходящимся сзади частям гика.
Для придания парусу нужной аэродинамической формы полотнище имеет латкарманы, в которые вставляются латы (твёрдые пластины). Задняя и нижняя шкаторины обшиты для прочности.
К мачте у гика прикреплён старт-шкот, предназначенный для подъёма лежащей на поверхности воды мачты с парусом.
Существуют также парусные доски на подводных крыльях.

## Теория управления парусной доской
Спортсмен спускает доску на воду, устанавливает шверт и мачту с натянутым парусом, встаёт на палубу так, чтобы основание мачты находилось между ног. Спортсмен на палубе стоит всегда с наветренной стороны.
Взявшись за старт-шкот спортсмен поднимает мачту с парусом, ориентируя парус по ветру. При подъёме мачты желательно, чтобы ветер дул в борт судна.
Если взять на себя задний конец гика, парус наполнится ветром и парусная доска начнёт движение.
Так как у парусной доски судовой руль отсутствует, для сохранения курса необходимо работать мачтой как рулём:
- если мачту наклонить вперёд, то поплавок будет отклоняться (уваливаться) от направления ветра;
- если мачту наклонить назад, то поплавок будет отклоняться (приводиться) к ветру;

Для смены галса выполняются повороты оверштаг и фордевинд:
- Оверштаг — поворот применяется когда судно идёт против ветра, при этом нос судна пересекает линию ветра. Мачта наклоняется назад, поплавок начинает приводиться к линии ветра, и как только нос пересекает левентик, спортсмен обходит мачту спереди и берётся за гик с другого борта.
- Фордевинд — поворот применяется когда судно идёт по ветру, при этом корма пересекает линию ветра. В тот момент, когда ветер дует сзади, спортсмен делает шаг к середине доски и даёт возможность мачте повернуться вокруг своей оси, шкотовый (задний) угол паруса при этом идёт через нос. Затем спортсмен переходит на другой борт, берётся за другую половину гика и добирает парус на себя.

Ветер стремится накренить судно, спортсмен, держась руками за гик, откренивает его в наветреную сторону. Если спортсмен очень сильно откренит парусную доску, парус приблизится к горизонтальному положению и станет работать как крыло самолёта, создавая подъёмную силу. Подъёмная сила уменьшит вес спортивного снаряда, уменьшится осадка, тем самым уменьшится сопротивление движению и увеличится скорость.
На стоянке и на малой скорости парусная доска с стоящим на ней спортсменом держится на плаву в соответствии с законом Архимеда, на большой скорости благодаря возникающей гидродинамической силе доска переходит в режим глиссирования.

## Техника безопасности
- Для занятий виндсёрфингом необходим спасательный жилет, повышающий плавучесть спортсмена при падении его в воду.
- Для уменьшения нагрузки на руки используется трапеция, которую спортсмен надевает на себя. Трапеция крюками прикрепляется к гику. Зачастую трапеция несёт функцию спасательного жилета.